# Mansa nigromaculata
Mansa nigromaculata là một loài tò vò trong họ Ichneumonidae.